# Самусенко Віктор Валентинович
Ві́ктор Валенти́нович Самусе́нко — старший матрос Збройних сил України, учасник російсько-української війни.

## З життєпису
Перебуваючи в складі 36-ї бригади, зазнав поранень на фронті під час обстрілу терористів.

## Нагороди та вшанування
- Указом Президента України № 804/2019 від 5 листопада 2019 року за «особисту мужність і самовідданість, виявлені під час бойових дій, зразкове виконання військового обов'язку» нагороджений орденом «За мужність» III ступеня (посмертно)[1].
- Медаль «Захиснику Вітчизни»[2]